# Shereen El Feki
Shereen El Feki (geboren 1968 in Oxford, England) ist eine britische Wissenschaftsjournalistin. In ihrem 2013 veröffentlichten Buch Sex und die Zitadelle befasst sie sich mit sexualpolitischen Fragen in der arabischen Welt.

## Leben und Karriere
Shereen El Feki wuchs in Kanada als Tochter einer Waliserin und eines Ägypters auf. Sie studierte Biochemie und Immunologie an der University of Toronto (BSc) und der University of Cambridge (MSc am Trinity College und PhD).
El Feki war von 1998 bis 2005 als Healthcare Correspondent im Economist tätig. Ab 2006 bis 2008 arbeitete sie in Ägypten als Fernsehmoderatorin in der Sendung „People & Power“ für Al-Dschasira. Bis 2012 war El Feki als stellvertretende Vorsitzende der „Global Commission on HIV and the Law“ tätig, die 2010 von der UN und der UNAIDS eingesetzt worden ist. El Feki gehört zu den ersten TED Global Fellows und ist im Expertennetzwerk der Allianz der Zivilisationen aktiv. Sie ist Mitglied des Aufsichtsrats bei „Meedan“, bei der „Arab Foundation for Freedoms and Equality“, und sie gehört zu den Herausgebern des Wirtschaftsmagazins „Dinar Standard“.
El Feki lebt in London und Kairo.

## Werk
El Feki vertritt die Auffassung, dass sich im öffentlichen Leben nur diejenigen Freiheiten und Menschenrechte durchsetzen lassen, die  im Privatleben schon verankert werden konnten. Patriarchalische Zustände seien eine Belastung für die Beziehungen zwischen den Geschlechtern, wenn es nicht zu Reformen komme. Damit meint El Feki politische und wirtschaftliche Reformen, aber auch aufklärerische Reformen, die echt sind. Im Jahr 2009 hatten bei einer Umfrage in Ägypten zum Beispiel fünfzig Prozent der Frauen angegeben, dass ihre Familie bei Heiratsentscheidungen das letzte Wort gehabt habe. Um gesellschaftliche Zusammenhänge zu verstehen, müsse man sich mit Sexualität befassen. Auch in der arabischen Welt sei Sexualität ein Schlüsselbegriff.
El Feki hat über einen Zeitraum von fünf Jahren in Ägypten lebende Frauen und Männer über ihr Sexualleben befragt. Diese Befragungen fanden auch in Tunesien, im Libanon, in den Vereinigten Arabischen Emiraten und in Marokko statt. Auf der Grundlage dieser Befragungen hat El Feki ihre Ergebnisse in der Publikation Sex and the Citadel. Intimate Life in a Changing Arab World analysiert und zusammengefasst dargestellt.

## Schriften (Auswahl)
- Sex and the Citadel: Intimate Life in a Changing Arab World. Pantheon Books, New York 2012, ISBN 978-0-701-18316-5.
  - Sex und die Zitadelle, Liebesleben in der sich wandelnden arabischen Welt. Aus dem Englischen von Thorsten Schmidt. Hanser Berlin, München 2013, ISBN  978-3-446-24152-7 Inhaltsverzeichnis pdf.